# Centennial (Kolorado)
Centennial – miasto w Stanach Zjednoczonych, w stanie Kolorado, w hrabstwie Arapahoe. Według spisu w 2020 roku liczy 108,4 tys. mieszkańców. Jest częścią obszaru metropolitalnego Denver.

## Galeria

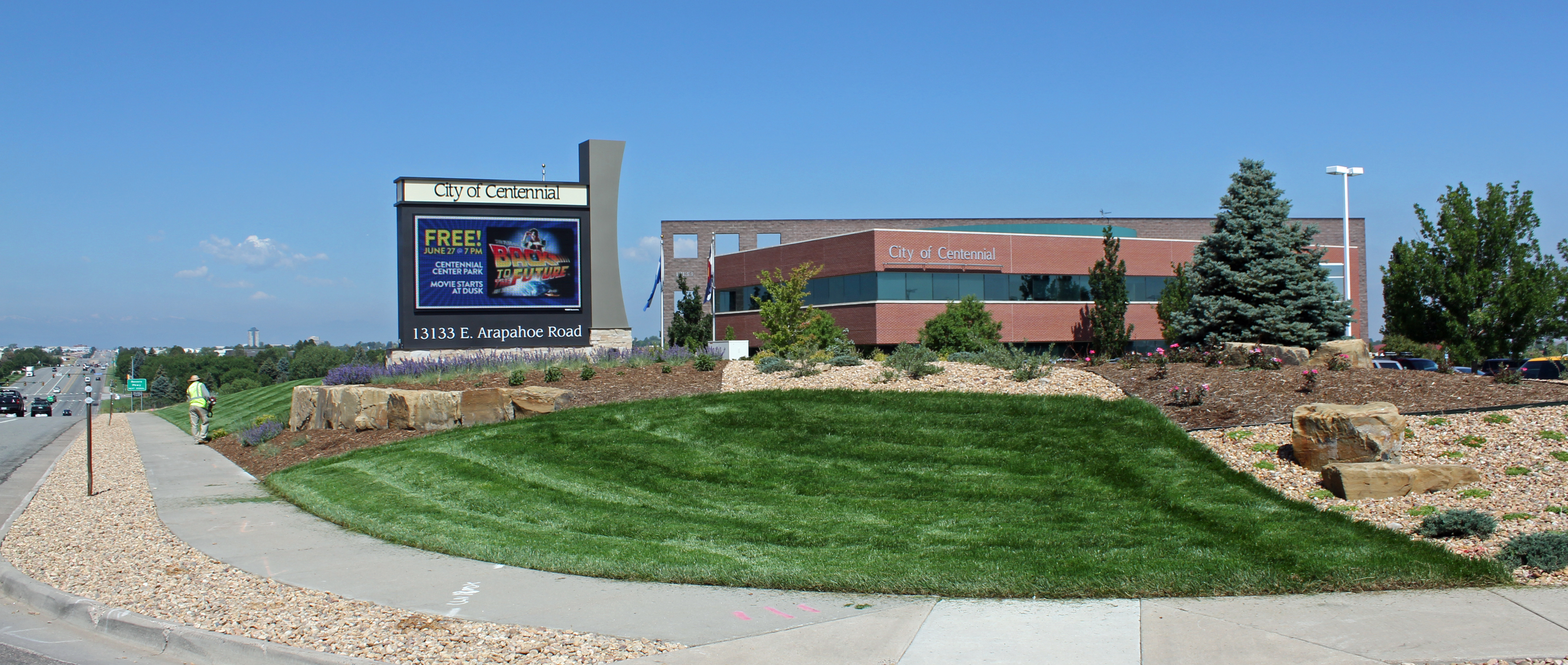
Ratusz w Centennial.
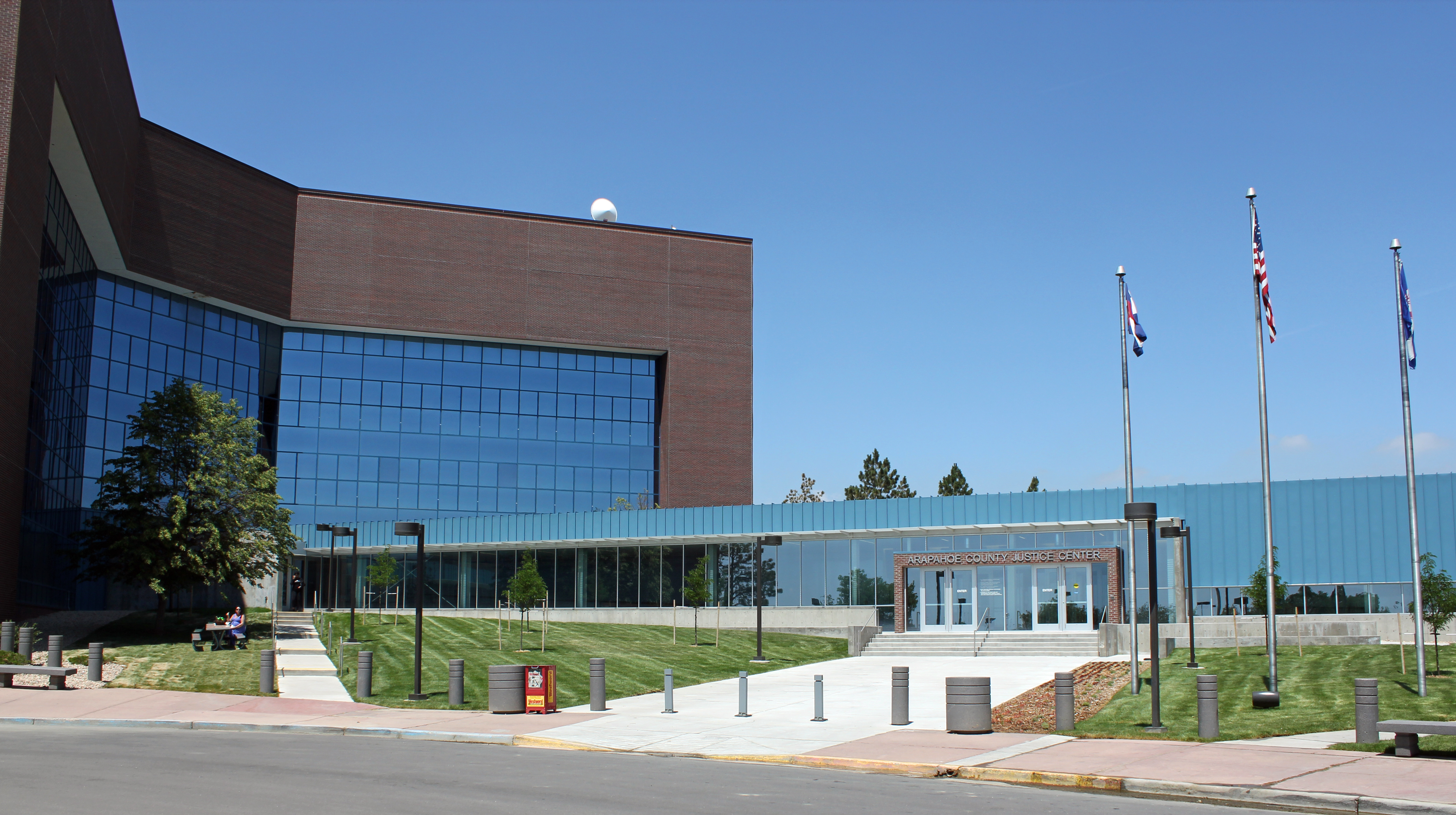
Gmach sądu hrabstwa Araphoe.
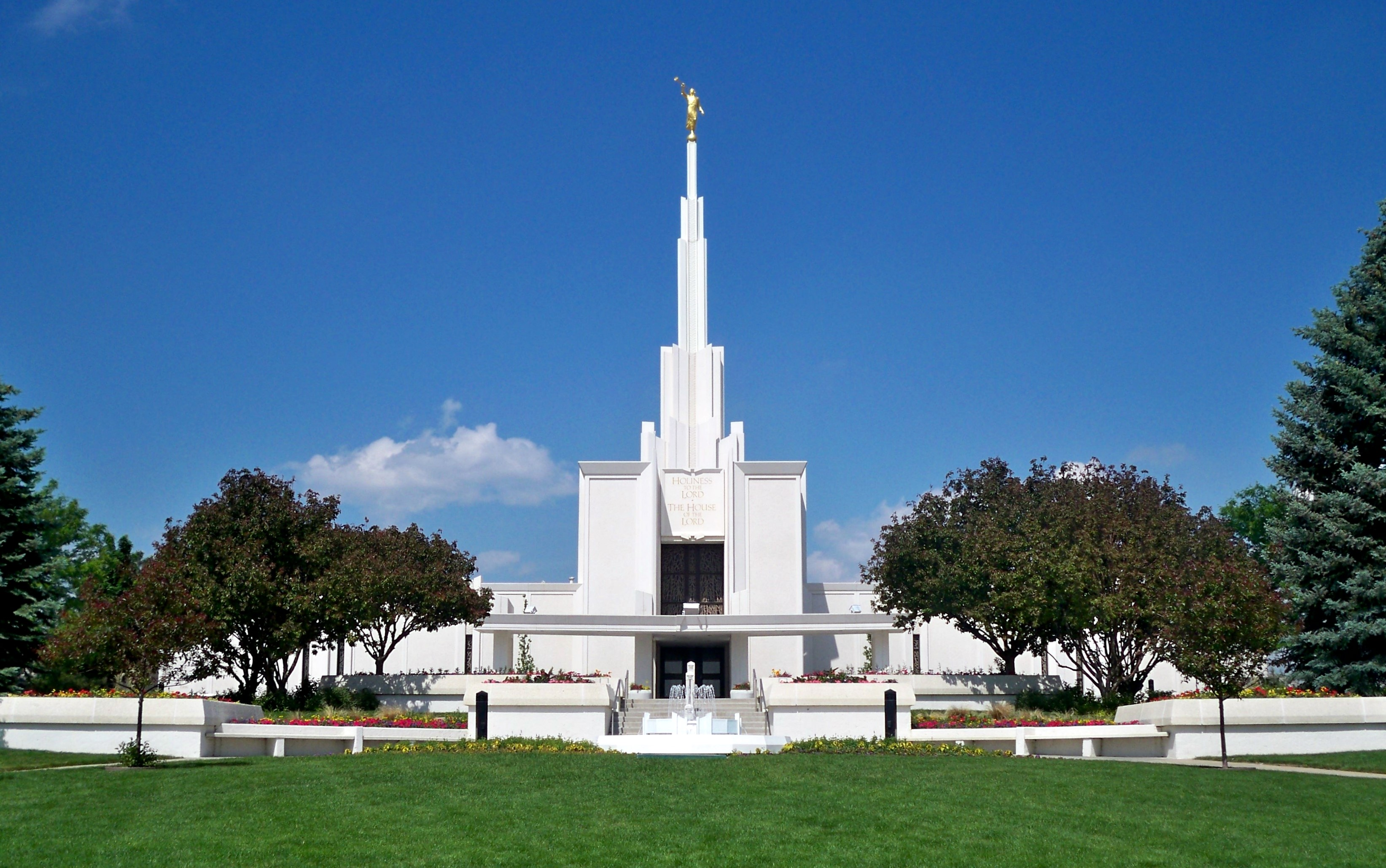
Świątynia mormonów.
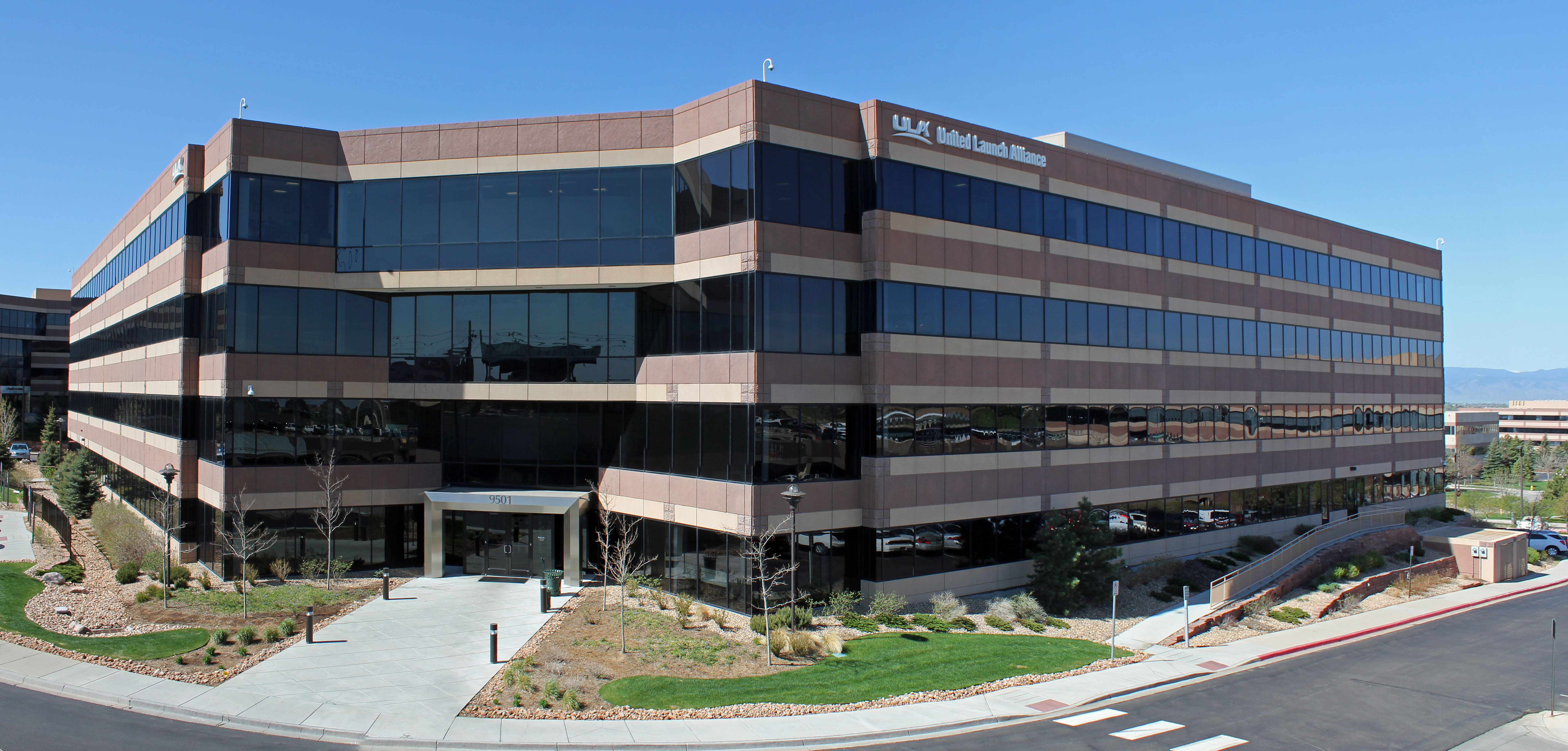
Siedziba United Launch Alliance.